# Titkos tanácsos
A titkos tanácsos (németül: Geheimrat) eredetileg  a Német-római Birodalom fejedelemségeiben a titkos tanácsnak, a titkos államtanácsnak, a titkos kabinetnek nevezett tanács tagjait jelentette, amely tanács közvetlenül a fejedelem elnöklete alatt a legfontosabb országos ügyekben határozott. Az alkotmányosság és a népképviselet elterjedésével jelentőségét elvesztette, mint cím vagy kitüntetés azonban megmaradt.

## Magyarországon
A titkos tanácsos Magyarországon a 16-17. század folyamán a király bizalmi emberének címe volt. Tagja volt a titkos tanácsnak. A titkos tanácsosok létszáma kezdetben 4-6 fő volt, azonban 1705-ben, I. Lipót halálakor létszámuk már elérte a 150-et. Mivel ennyien  már nem vehettek részt együtt a titkos tanács ülésein, ezért a titkos tanácsos illetve a 17. század elején I. Ferdinánd által adományozott valóságos titkos tanácsosi címe egyre inkább puszta címmé vált.
Magyarországon később a nagyméltóságú vagy kegyelmes címmel járó valóságos belső titkos tanácsos (v. b. t.t.), vagy csak belső titkos tanácsos (b. t.t.) címet főleg a minisztereknek és hosszabb ideig szolgáló államtitkároknak kitüntetésként adták.
A titkos tanácsos a két világháború között nagyméltóságú címzéssel járó méltóság volt, amelyet Horthy Miklós 1935. december 19-én kelt legfelsőbb kéziratával rendszeresített, a régi császári és királyi belső titkos tanácsosok méltósága rangsorbeli elsőbbségének épségben tartása mellett. A közélet terén szerzett kimagasló érdemek jutalmazására szolgált.